# Nisοs Parοs: Petaloudes
Nisοs Parοs: Petaloudes este o arie protejată (arie specială de conservare — SAC, sit de importanță comunitară — SCI) din Grecia întinsă pe o suprafață de 101,8 ha, integral pe uscat.

## Localizare
Centrul sitului Nisοs Parοs: Petaloudes este situat la coordonatele 37°02′48″N 25°07′34″E / 37.046749°N 25.126161°E.

## Înființare
Situl Nisοs Parοs: Petaloudes a fost declarat sit de importanță comunitară în august 1996 pentru a proteja 4 specii de animale. Situl a fost protejat și ca arie specială de conservare în martie 2011.

## Biodiversitate
Situată în ecoregiunea mediteraneană, aria protejată conține 2 habitate naturale: Matorral arborescenți cu Juniperus spp., Sarcopoterium spinosum phryganas.
La baza desemnării sitului se află mai multe specii protejate:
- nevertebrate (1): Euplagia quadripunctaria
- reptile (3): șarpele cu patru dungi (Elaphe quatuorlineata), Mauremys rivulata, elaphe situla (Zamenis situla)

Pe lângă speciile protejate, pe teritoriul sitului au mai fost identificate 1 specie de plante, 1 specie de amfibieni, 9 specii de reptile.